# Daily Light Integral
Das Daily Light Integral (DLI, auf Deutsch etwa ‚tägliche Lichtmenge‘) bezeichnet in der Botanik sowie in den Agrarwissenschaften die Anzahl der photosynthetisch aktiven Photonen (photosynthetisch aktive Strahlung), die während eines Tages auf einer bewachsenen Fläche auftreffen.

## Eigenschaften
Das Wachstum einer Pflanze wird von der Zahl der verwertbaren Photonen, die sie jeden Tag bekommt, bestimmt. Wenig intensives Licht über einen langen Zeitraum führt oft zum gleichen Zuwachs wie hohe Lichtintensität über einen kurzen Zeitraum. Die Kenntnis oder Ermittlung der täglichen Lichtmenge ist nützlich, um Lichtverhältnisse für Pflanzen zu bewerten. Die Lichtmenge korreliert direkt mit dem Wachstum und dem Ertrag. Die tägliche Lichtmenge DLI wird in Mol pro Quadratmeter pro Tag (mol·m−2·d−1) angegeben. Die tägliche Lichtmenge ist das Zeitintegral der PPFD (Photosynthetically Active Photon Flux Density) über einen Tag.

## Verbundene Begriffe
Photosynthetisch aktive Strahlung (engl. photosynthetically active radiation, PAR) ist elektromagnetische Strahlung, die im Bereich der photosynthetisch wirksamen Lichtwellenlängen liegt. Als photosynthetisch wirksames Photon wird in diesem Zusammenhang ein Photon bezeichnet, das in diesem Wellenlängenbereich zwischen 400 und 700 Nanometern liegt.
Größen bezüglich der PAR sind dabei:
- Eingestrahlte Lichtenergie in Joule pro Sekunde pro Quadratmeter (J/(s·m²)), welche für die biologische Wirkung aber weniger Aussagekraft besitzt, da hierfür die Anzahl der Photonen von größerer Bedeutung ist.
- Photosynthetisch aktiver Photonenfluss (engl. photosynthetic photon flux, PPF) in Mikromol pro Sekunde (μmol/s). PPF gibt die Menge der von einer Lichtquelle pro Zeit abgegeben photosynthetisch wirksame Photonen an. PPF ermöglicht einen Vergleich unterschiedlicher Lichtquellen hinsichtlich ihrer Wirksamkeit für das Pflanzenwachstum.
- Photosynthetisch aktive Photonenflussdichte (engl. photosynthetic photon flux density, PPFD) in Mikromol pro Sekunde pro Quadratmeter (μmol/(s·m²)). PPFD gibt die Menge der photosynthetisch wirksamen Photonen pro Fläche und Zeit an. PPFD ist für das Pflanzenwachstum wichtig, da sich damit angeben lässt wie viele wachstumsrelevante Photonen bei der Pflanze selbst ankommen.

## Gewöhnliche tägliche Lichtmenge
Die tägliche Lichtmenge variiert im Freien abhängig von der geografischen Breite, der Jahreszeit und der Bewölkung. An manchen Orten können an sehr hellen Sommertagen Werte über 70 mol·m−2·d−1 erreicht werden. Bei Pflanzen, die im Schatten höherer Pflanzen wachsen, wie beispielsweise Pflanzen am Waldboden, kann die tägliche Lichtmenge sogar im Sommer unter 1 mol·m−2·d−1 betragen. In Gewächshäusern wird 30–70 Prozent des Lichts von außen absorbiert oder reflektiert. Deshalb ist die tägliche Lichtmenge in Gewächshäusern selten höher als 30 mol·m−2·d−1. In Klimakammern sind Werte zwischen 10 und 30 mol·m−2·d−1 normal.